# Eliano Reijnders
Eliano Reijnders (Tampere, 23 oktober 2000) is een Indonesisch–Nederlands voetballer die doorgaans als middenvelder speelt. Hij brak in 2019 door vanuit de jeugd van PEC Zwolle. Reijnders debuteerde in 2024 als international in het Indonesisch voetbalelftal.

## Carrière

### Jeugd
Eliano is de jongere broer van voetballer Tijjani Reijnders en zoon van oud-voetballer Martin Reijnders. Hij werd geboren in het Finse Tampere in de tijd toen zijn vader vlakbij, in Valkeakoski, voor FC Haka speelde. Reijnders begon met voetballen bij FC Twente en maakte samen met zijn broer Tijjani in 2015 de overstap naar PEC Zwolle. Omdat de Zwollenaren de vergoeding niet konden betalen, speelde hij het eerste seizoen bij CSV '28. In 2016 maakte hij alsnog de overstap naar PEC Zwolle. 

### PEC Zwolle
In maart 2018 ondertekende hij zijn eerste profcontract bij de club. Op 21 oktober 2018 mocht hij voor het eerst op de bank plaatsnemen in de uitwedstrijd tegen Feyenoord. Op 12 september 2020 maakte hij zijn debuut in de verloren thuiswedstrijd tegen Feyenoord (0–2). Op 21 oktober 2020 maakte Reijnders zijn eerste Eredivisiedoelpunt in de uitwedstrijd tegen RKC Waalwijk (1–1). In zijn eerste twee seizoenen speelde hij 56 wedstrijden voor PEC in de Eredivisie. Hij speelde op bijna alle mogelijke plekken op het veld (rechtsbuiten- en midden, rechtsback, aanvallende en centrale middenvelders, linksmidden- en buiten en spits). In het seizoen 2021/22 degradeerde Reijnders met PEC uit de Eredivisie. 

#### Jong FC Utrecht
In het seizoen 2022/23 werd hij voor een seizoen uitgeleend aan Jong FC Utrecht. De club uit Utrecht had daarbij een optie tot koop bedwongen. Op 29 augustus maakte hij zijn debuut voor Jong FC Utrecht tegen Willem II. In februari 2023 was hij twee wedstrijden aanvoerder van Jong FC Utrecht. Hij speelde 35 wedstrijden dat seizoen, waaronder tegen PEC Zwolle, dat dat seizoen promoveerde naar de Eredivisie. Vervolgens keerde ook Reijnders terug naar PEC.

### Terug bij PEC
Terug bij PEC miste hij slechts twee wedstrijden in het seizoen 2023/24, voornamelijk als linksbuiten en rechtsback. Op 20 december 2024 speelde hij tegen RKC Waalwijk zijn 100'ste wedstrijd voor PEC. Hij kwam tot slechts 22 wedstrijden dat seizoen, zijn laagste seizoensaantal sinds zijn debuut.

## Carrièrestatistieken
| Seizoen                    | Club              | Competitie      | Competitie | Competitie | Beker | Beker | Totaal | Totaal |
| Seizoen                    | Club              | Competitie      | Wed.       | Dlp.       | Wed.  | Dlp.  | Wed.   | Dlp.   |
| -------------------------- | ----------------- | --------------- | ---------- | ---------- | ----- | ----- | ------ | ------ |
| 2019/20                    | PEC Zwolle        | Eredivisie      | 0          | 0          | 0     | 0     | 0      | 0      |
| 2020/21                    | PEC Zwolle        | Eredivisie      | 29         | 3          | 1     | 0     | 30     | 3      |
| 2021/22                    | PEC Zwolle        | Eredivisie      | 23         | 0          | 3     | 0     | 26     | 0      |
| 2022/23                    | → Jong FC Utrecht | Eerste divisie  | 35         | 0          | –     | –     | 35     | 0      |
| 2023/24                    | PEC Zwolle        | Eredivisie      | 32         | 3          | 1     | 0     | 33     | 3      |
| 2024/25                    | PEC Zwolle        | Eredivisie      | 21         | 1          | 1     | 0     | 22     | 0      |
| Carrière totaal            | Carrière totaal   | Carrière totaal | 140        | 6          | 6     | 0     | 146    | 6      |
| Bijgewerkt op 19 mei 2025. |                   |                 |            |            |       |       |        |        |

## Interlandcarrière

### Indonesië
Op 10 oktober 2024 debuteerde Reijnders voor Indonesië in een kwalificatiewedstrijd tegen Bahrein (2–2).
| Interlands van Eliano Reijnders voor Indonesië | Interlands van Eliano Reijnders voor Indonesië | Interlands van Eliano Reijnders voor Indonesië | Interlands van Eliano Reijnders voor Indonesië | Interlands van Eliano Reijnders voor Indonesië | Interlands van Eliano Reijnders voor Indonesië |
| №                                              | Datum                                          | Wedstrijd                                      | Uitslag                                        | Soort wedstrijd                                | Doelpunten                                     |
| Als speler bij PEC Zwolle                      | Als speler bij PEC Zwolle                      | Als speler bij PEC Zwolle                      | Als speler bij PEC Zwolle                      | Als speler bij PEC Zwolle                      | Als speler bij PEC Zwolle                      |
| ---------------------------------------------- | ---------------------------------------------- | ---------------------------------------------- | ---------------------------------------------- | ---------------------------------------------- | ---------------------------------------------- |
| 1.                                             | 10 oktober 2024                                | Bahrein – Indonesië                            | 2 – 2                                          | Kwalificatie WK 2026                           |                                                |
| 2.                                             | 20 maart 2025                                  | Australië – Indonesië                          | 5 – 1                                          | Kwalificatie WK 2026                           |                                                |
| 3.                                             | 25 maart 2025                                  | Indonesië – Bahrein                            | 1 – 0                                          | Kwalificatie WK 2026                           |                                                |